# Alsóbogát, Somogy
Alsóbogát  este un sat în districtul Kaposvár, județul Somogy, Ungaria, având o populație de 270 de locuitori (2011). 

## Demografie
Componența etnică a satului Alsóbogát
     Maghiari (90,15%)
     Romi (8,33%)
     Necunoscut (1,52%)
     Alții (1,52%)
Componența confesională a satului Alsóbogát
     Romano-catolici (67,78%)
     Fără religie (12,22%)
     Reformați (2,22%)
     Necunoscută (17,78%)
     Alte religii (2,22%)
Conform recensământului din 2011, satul Alsóbogát avea 270 de locuitori. Din punct de vedere etnic, majoritatea locuitorilor (90,15%) erau maghiari, cu o minoritate de romi (8,33%). Apartenența etnică nu este cunoscută în cazul a 1,52% din locuitori.  Din punct de vedere confesional, majoritatea locuitorilor (67,78%) erau romano-catolici, existând și minorități de persoane fără religie (12,22%) și reformați (2,22%). Pentru 17,78% din locuitori nu este cunoscută apartenența confesională.